# Charliena White
Charliena White – montserracka polityczka, od 2020 roku przewodnicząca Zgromadzenia Legislacyjnego. 

## Życiorys
W 2001 roku uzyskała tytuł licencjata z zakresu edukacji podstawowej, a w 2013 także tytuł magistra inżyniera w odżywianiu na Andrews University. Po ukończeniu studiów przez 20 lat pracowała jako nauczycielka. W 2016 roku dołączyła do Związku Nauczycieli Montserratu (ang. Montserrat Union of Teachers), gdzie do 2019 roku pełniła funkcję sekretarzyni generalnej, a następnie do 2020 roku przewodniczącej tego gremium.
22 grudnia 2020 roku została wybrana przewodniczącą Zgromadzenia Legislacyjnego Montserratu.